# واسیل بیکوف
واسیل بیکوف (به روسی: Васи́лий (Васи́ль) Влади́мирович Бы́ков) یا واسیل بیکائو (به بلاروسی: Васі́ль Уладзі́міравіч Бы́каў) نویسنده بلاروس در زمان شوروی است. که در ایران با رمان سوتنیکوف ( در ایران به نام عروج) و نسخه سینمایی این رمان مطرح شد.

## ترجمه آثار به فارسی
- سوتنیکوف: ترجمه ش. فرهمندراد، نشر دنیای نو با عنوان عروج
- ترانه عاشقانه آلپ: ترجمه ع.ا. رستگار محمودزاده، نشر تیسا